# Jeune et Belle
Jeune et Belle est un conte de fées en prose d'Henriette-Julie de Castelnau de Murat publié en janvier 1698 pendant la grande mode du conte « à la française » qui se développe au début de la décennie. 

## Argument
Une fée souhaitait éviter à sa fille de subir le même sort qu'elle : être délaissée par son mari dans sa vieillesse. Elle offre à sa fille, nommée Jeune et Belle, le don le plus précieux à ses yeux : être toujours aimable et attrayante, et pour cela, garder toujours la même apparence malgré les vicissitudes de l'âge.
À la mort du roi son mari, la vieille fée se retire dans un château isolé, abandonnant son palais à Jeune et Belle. Mais indifférente aux avances de ses soupirants, la princesse préfère se promener dans les bois et les prairies.
Un jour, elle y découvre un beau berger assoupi, Alidor, dont elle s'entiche aussitôt. Pour mieux le surprendre à son réveil, elle use de ses pouvoirs féeriques, transformant l'environnement du berger en un univers merveilleux : bêtes, cabane et berger se couvrent en un instant de broderies et de parures précieuses, et des chants d'amour se font entendre.
Alidor, pourtant impatient de connaître la fée ou la déesse qui lui vaut cette aventure saugrenue mais galante, se laisse par ailleurs toucher par le charme d'une bergère qu'il rencontre, sans savoir s'il s'agit de Jeune et Belle qui avait revêtue les habits de bergère, afin de mieux sonder le cœur de son bien-aimé. Jeune et Belle, satisfaite des sentiments d'Alidor, lui révèle alors son subterfuge, et tous deux partent pour le château des Fleurs, où ils pourront jouir de leur amour. 
Survient une autre fée, la vieille Mordicante, éprise d'Alidor. Voyant qu'elle ne récolte que du mépris, elle cherche à se venger en séparant brutalement le couple : Jeune et Belle est ramenée dans son palais, où elle subit le regard de sa cour qui découvre ses aventures, tandis qu'Alidor est enfermé dans la cellule d'un château et condamné à une mort lente.
Intervint alors le dieu Zéphyr qui tente de plaire à Jeune et Belle. Mais touché par les sanglots de la princesse, il se dévoue par amour et délivre Alidor, l'aimé de son aimée, qui périssait peu à peu. Après la joie des retrouvailles, Jeune et Belle transmet à Alidor l'art de féerie et lui fait don de la jeunesse. Ainsi, leur fidélité se nourrit sans cesse de leur passion et de leurs charmes jusqu'à leur mort.   